# Pararhagadochir balteata
Pararhagadochir balteata is een insectensoort uit de familie Archembiidae, die tot de orde webspinners (Embioptera) behoort. De soort komt voor in Brazilië.
Pararhagadochir balteata is voor het eerst wetenschappelijk beschreven door Ross in 1972.